# 19664 Yancey
19664 Yancey este un asteroid din centura principală de asteroizi.

## Descriere
19664 Yancey este un asteroid din centura principală de asteroizi. A fost descoperit pe 9 septembrie 1999 la Socorro, New Mexico, în cadrul proiectului LINEAR. Asteroidul prezintă o orbită caracterizată de o semiaxă mare de 3,05 ua, o excentricitate de 0,18 și o înclinație de 9,4° în raport cu ecliptica.